# Timothy Muffitt
Timothy Wellington Muffitt (Bridgeport, 1961) è un direttore d'orchestra statunitense.

## Biografia
Timothy Muffitt nacque a Bridgeport, nel Connecticut ed iniziò a suonare il pianoforte all'età di sette anni, aggiungendo successivamente la viola e la tromba. Studiò musica presso la Eastman School of Music, formandosi in direzione orchestrale sotto la guida David Effron, conseguendo una laurea in Doctor of Musical Arts.

### Carriera musicale
Muffit è direttore musicale e direttore d'orchestra della Baton Rouge Symphony Orchestra dal 1999, nonché direttore musicale e direttore della Lansing Symphony Orchestra dal 2006.
In passato Muffit è stato direttore associato della Austin Symphony Orchestra e direttore artistico della Louisiana Philharmonic Orchestra di New Orleans relativamente alla Serie Casual Classics.
Oltre al suo lavoro con orchestre di professionisti, Muffitt è anche direttore artistico della Chautauqua Institution Music School e direttore della Chauteuqua's Music School Festival Orchestra, uno dei migliori gruppi di formazione orchestrale del paese.
Appare inoltre con altre importanti orchestre in tutto il paese, tra le quali la Saint Louis Symphony, la Tulsa Symphony, la San Francisco Symphony e la Long Beach Symphony. Ha recentemente debuttato anche all'Hollywood Bowl.
Altre collaborazioni di Muffit sono state con l'Orchestra sinfonica di Houston, la Phoenix Symphony, l'Edmonton Symphony Orchestra e la Spokane Symphony, la Pro Musica Chamber Orchestra di Columbus Ohio, l'Orchestra Filarmonica di Buffalo, l'Orchestra Sinfonica della Virginia, Grant Park Music Festival Orchestra di Chicago e alla Harrisburg Symphony.
Ha lavorato con artisti e compositori importanti come Yo-Yo Ma, Renee Fleming, Dame Kiri Te Kanawa, Andre Watts, Alicia de Larrocha, Pinchas Zukerman, Van Cliburn, Lynn Harrell, Itzhak Perlman ed i compositori John Cage, Joseph Schwantner, Ellen Taffe Zwilich, John Harbison, Joan Tower e Bernard Rands tra gli altri.
A gennaio del 2019 la Baton Rouge Symphony Orchestra ha annunciato che Timothy Muffitt lascerà la sua posizione il prossimo anno. Muffitt dirigerà l'orchestra fino alla stagione 2019-20, la sua ventesima stagione con l'organizzazione, e sarà quindi nominato direttore musicale laureato.